# 독일어 대명사
독일어 대명사(German pronoun)는 대명사로 기능하는 독일어 단어이다. 다른 언어들처럼 독일어 대명사는 주어나 목적어로 기능하고, 명사나 명사구를 대체하지만, 주절과 종속절을 이어주는 관계절에서도 사용된다.

## 분류와 활용
독일어 대명사는 몇 개 군으로 나뉜다.
- 인칭대명사(Personal pronoun) : 화자나 제삼자 등의 주체에게 적용
- 소유대명사(Possessive pronoun) : 기관이나 물건 등의 소유 표시
- 지시대명사(Demonstrative pronoun)
  - 한정대명사(Determinative pronoun)
- 재귀대명사(Reflexive pronoun) : 주어는 목적어가 되기도 한다.
- 관계대명사(Relative pronoun) : 절을 이어준다.
- 의문대명사(Interrogative pronoun) : 질문에 사용
- 부정대명사(Indefinite pronoun) : 수량의 실체를 밝혀준다.

독일어 대명사는 선행사와 같은 성, 수, 격을 갖는다.
독일어에서 대명사는 특정 맥락에서 문장 내 몇몇 위치를 갖는다. 1인칭과 2인칭 대명사는 특정 시나 비공식적 맥락을 제외하고는 문장 내 어디에도 들어갈 수 있다.
- Das im Schrank (the thing in the cupboard)
- Das auf dem Tisch (the thing on the table)

또한 속격 직접목적어도 있다. 그러나 대격 혹은 여격 목적어를 제외하고, 속격 목적어는 다소 구식이다.
구식 : Ich erinnere mich ihrer.
현재 : Ich erinnere mich an sie.
(I remember her.)
구식 : Ich erinnere mich seiner.
현재 : Ich erinnere mich an ihn.
구식 : Ich entsinne mich ihrer.
현재 : Ich erinnere mich an sie.
현대 독일어에서 erinnern은 전치사 an과 함께 전치사구를 취하는 편이 더 많다. 그러나 일부 동사는 다른 식으로 만들 수 없고, 따라서 속격 목적어가 일상 언어에서 일부 그대로 남아있다. 예를 들어 entsinnen(이 자체로 고어이다)이 그렇지만, 이러한 문장에도 그러하다.
구식•현재 : Lasst uns der Opfer gedenken. (Let us commemorate the victims.)
구식•현재 : Ich klage Herrn Max Mustermann des Mordes an. (I accuse Mr. John Doe of murder.)
두 명사와 대명사 강조사(emphasizer) selber와 selbst는 명사구와 사용될 때보다 미묘하게 다른 의미를 갖는다. 보통 대명사를 강조하지만. 재귀대명사(목적격)에 적용하면, 재귀적 의미를 강조한다.

## 인칭대명사
독일어에는 1,2,3인칭과 주격(주어), 대격(직접목적어), 여격(간접목적어), 속격(소유한정사) 4개 격, 단수와 복수에 따라 인칭대명사가 존재한다.
|      | 단수  | 단수  | 단수  | 단수  | 단수  | 복수  | 복수  | 복수  | 공식 (단•복) |
| 격   | 1인칭 | 2인칭 | 3인칭 | 3인칭 | 3인칭 | 1인칭 | 2인칭 | 3인칭 | 2인칭        |
| ---- | ----- | ----- | ----- | ----- | ----- | ----- | ----- | ----- | ------------ |
| 주격 | ich   | du    | er    | es    | sie   | wir   | ihr   | sie   | Sie          |
| 대격 | mich  | dich  | ihn   | es    | sie   | uns   | euch  | sie   | Sie          |
| 여격 | mir   | dir   | ihm   | ihm   | ihr   | uns   | euch  | ihnen | Ihnen        |
| 속격 | mein  | dein  | sein  | sein  | ihr   | unser | euer  | ihr   | Ihr          |

영어 you의 존경 공식 형태 "Sie"에 오는 동사는 3인칭 복수로 동사변형을 일으킨다. "Sie sprechen Deutsch."는 "You speak German."이나 "They speak German."을 의미하는 바, 문맥에 따라 의미가 정해진다. "Sie spricht Deutsch."는 3인칭 여성이지만, 맥락이 아니라 행동에 있어 "en"이 "t" 로 바뀐 것을 통해 알 수 있다.("sprechen" 대 "spricht")
"Wann ist dein Geburtstag?" – "Er ist morgen." (When is your birthday? – It is tomorrow. 과잉직역: He is tomorrow.)
"Ich rufe den Hund" – "Ich rufe ihn." (I am calling the dog – I am calling it. 과잉직역: I am calling him.)
첫번째는 성 기반 대명사 활용이다. 영어에서 무생명 목적어는 거의 항상 대명사 it로 받기 때문에 영어화자에겐 직관적이지 않다. 독일어에서 명사는 항상 관계된 성이 있어 이를 고려해야 한다. 위 사례에서 생일과 개는 모두 남성이기에 it가 주격 "er"가 되고 대격 "ihn"이 되는 것이다.
속격 인칭대명사(des 등의 다른 속격 사례와는 혼동되지 않도록)는 소유를 나타내기도 한다. 그러나 이는 틀린 것이며 또한 의미가 지나친 것이다. 소유대명사 mein이 이미 소유를 나타내기 때문이다. 예로서, 영어 'my book'은 "mein Buch" 혹은 "das Buch von mir"("mein buch"의 대체 표현으로 영어로는 "the book from/of me")로 번역되지만 "das Buch meiner"로는 번역되지 않는다.
위의 표의 속격 인칭대명사는 현대 독일어에서는 거의 사용되지 않으며 현대 어구에서도 거의 항상 사라지고 있다. 유명한 말인 "Der Dativ ist dem Genitiv sein Tod" (The dative case is the death of the genitive case)는 전통적으로 사용되어 온 속격 어구가 자주 사용하는 구어에서 여격 구조로 대체된다는 것이다.(예 : "statt meiner"가 아니라 "statt mir"). 속격 인칭대명사는 속격 목적어로 사용될 수 있다.("gedenke meiner": commemorate me). 예전에는, -er없는 대명사 형태는 사용될 수 있었다. 예를 들어, 물망초(勿忘草)를 뜻하는 독일어 "Vergissmeinnicht"는 문장으로는 "Vergis mein nicht."로 풀 수 있다. 그러나 오늘날에는 "Vergiss meiner nicht." 혹은 (vergessen은 대격도 취한다) "Vergiss mich nicht."로 사용한다. 참고로 Vergissmeinnicht에 그대로 일대일대응하여 만든 영단어 Forget-me-not은 영어로 물망초를 뜻한다. 또다른 활용이 전치사 뒤에 속격을 필요로 하는 것으로, "seitens meiner" ("on my part", 더 유형적으로는 "meinerseits")가 있다.

## 소유대명사
소유대명사(possessive pronoun)는 인칭대명사 속격에 어미를 붙여서 만든다. 즉 인칭대명사 속격 어미로부터 그것을 떼어낸다. 어미는 부정관사 ein과 같다.
| 비굴절형 | 비굴절형       | 비굴절형  | 비굴절형 | 비굴절형 |
|          | 남성·중성 단수 | 여성 단수 | 복수     | 정중     |
| -------- | -------------- | --------- | -------- | -------- |
| 1인칭    | mein           | mein      | unser    |          |
| 2인칭    | dein           | dein      | euer     | Ihr      |
| 3인칭    | sein           | ihr       | ihr      |          |

| Example: mein (my) | Example: mein (my) | Example: mein (my) | Example: mein (my) | Example: mein (my) |
|                    | 남성               | 중성               | 여성               | 복수               |
| ------------------ | ------------------ | ------------------ | ------------------ | ------------------ |
| 주격               | mein               | mein               | meine              | meine              |
| 대격               | meinen             | mein               | meine              | meine              |
| 여격               | meinem             | meinem             | meiner             | meinen             |
| 속격               | meines             | meines             | meiner             | meiner             |

주 : unser와 euer가 접미사를 가지면, -er은 -r로 바뀐다. 예) unsrem, eurem

## 관사 유래 대명사
관사에서 유래한 대명사로 명사를 대체하기 위하여, 명사구의 성, 수, 격에 해당하는 굴절형이 사용된다.
대부분의 격에서 대명사형과 관사형은 같지만 차이도 있다.
정관사
|      | 남성 | 중성 | 여성 | 복수 |
| ---- | ---- | ---- | ---- | ---- |
| 주격 | der  | das  | die  | die  |
| 대격 | den  | das  | die  | die  |
| 여격 | dem  | dem  | der  | den  |
| 속격 | des  | des  | der  | der  |

지시대명사
|      | 남성   | 중성   | 여성  | 복수        |
| ---- | ------ | ------ | ----- | ----------- |
| 주격 | der    | das    | die   | die         |
| 대격 | den    | das    | die   | die         |
| 여격 | dem    | dem    | der   | denen       |
| 속격 | dessen | dessen | deren | deren/derer |

단 derer는 관계대명사 선행사를 반복하여 언급할 때만 사용한다.

## 재귀대명사
여격과 대격에 해당하는 재귀대명사도 있다(속격에 해당하는 관계대명사는 그 뒤에 오는 selbst와 함께 소유대명사가 된다). 1인칭과 2인칭은 대명사가 같지만, 3인칭 단수와 복수에서는 알아볼 수 있다. 단수와 복수 3인칭 관계대명사는 sich이다.
Er liebt sich. (He loves himself.)
Sie verstecken sich. (They hide themselves.)
관계대명사는 인칭대명사로만 사용되는 것은 아니다.
Sie hat sich ein Bild gekauft. (She bought herself a picture.)
Seiner ist schon kaputt. (His is already broken.)

## 관계절
대명사 하나로는 부족하여 더 많은 설명이 필요하다면 대명사는 관계절을 갖는다. 관계사는 다음과 같다.
정관사
|      | 남성 | 중성 | 여성 | 복수 |
| ---- | ---- | ---- | ---- | ---- |
| 주격 | der  | das  | die  | die  |
| 대격 | den  | das  | die  | die  |
| 여격 | dem  | dem  | der  | den  |
| 속격 | des  | des  | der  | der  |

관계사
|      | 남성   | 중성   | 여성  | 복수  |
| ---- | ------ | ------ | ----- | ----- |
| 주격 | der    | das    | die   | die   |
| 대격 | den    | das    | die   | die   |
| 여격 | dem    | dem    | der   | denen |
| 속격 | dessen | dessen | deren | deren |

대신 welcher (-e, -es)가 사용될 수도 있다. 이는 더 공식적이며 상호의존적 복합 관계사절에서만 흔하다. 혹은  독일어를 배우는 학생에게 das와 dass를 구분하는데 있어 연상기호(mnemonic)로서 사용된다.(만약 dieses, jenes, welches로 대신 쓴다면, 이는 이러한 기호들 가운데 첫번째인 것이다.) 관계대명사는 독일어에서 절대 생략되지 않는다. 반면 영어에서는 다음과 같이 관계대명사 목적격일 경우 생략이 될 수 있다.
- (영) The young woman (who(m) 혹은 that) I invited for coffee yesterday is my cousin's fiancée.
- (한) 어제 내가 커피모임에 초대한 그 젊은 여성은 내 사촌의 약혼녀이다.

여기서 생략된 "who(m)" 혹은 "that"은 선택적으로 기입 혹은 생략 가능하다. 이 문장을 독일어로는 다음과 같이 사용한다.
- (독) Die junge Frau, die ich gestern zum Kaffee eingeladen habe, ist die Verlobte meines Cousins.

주의할 것은 독일어에서는 활용된 동사는 관계사절 끝에 둔다는 것이다. 이는 라틴어와 고대 고지 독일어(Old High German) 주절(main clause)에서도 선호되는 사용법이었다. 종속절(subclause)에서는 온전한 형태로 사용되지만, 주절에서 동사는 두번째 위치를 차지한다.
단, 예외적으로 농담은 동사로 시작된다.
- (독) Treffen sich zwei Freunde. Kommt einer nicht.
- (영) Meeting two friends. Coming one fails to do.

가족 이벤트 가사에서, 오랜 관습으로는 강제 운율(forced rhyme)을 위하여 살릴 수 있다.
- (독) Mein Onkel ist der beste Mann / und ich dies auch begründen kann.
- (영) My uncle is right best a man / a thing that really prove I can.

마찬가지로 영어의 분사 수식도 독일어로는 관계대명사를 이용하는 것이 좋다.
- (독) Der Mann, der gerade um die Ecke kommt, ist ein Dieb.
- (영) The man coming round the corner is a thief.

그러나 독일스러운 문장으로 사용하는 것도 가능하다. 독일어에서는 주어 동사 목적어 등이 갖춰진 문장으로 된 수식절이 앞에 나오고, 피수식어 명사가 수식절 뒤로 가서 '후행사'가 될 수 있다. 영어에서는 '선행사+수식절구(관계절, 분사구)' 형태만 가능한 반면, 한국어와 일본어는 '수식절구+후행사' 형태만 가능한데, 독일어는 이 둘 모두 가능한 것이다. 단 이때 동사는 영어처럼 현재분사를 사용한다.
- (독) Der gerade um die Ecke kommende Mann ist ein Dieb.

여기서 kommende는 동사 kommen의 현재분사(Partizip Präsens)이다.

## 지시대명사
지시대명사(Demonstrative pronoun)는 이미 정해진 것을 보여준다.
jener, -e, -es (저것(의), 전자(의))

dieser, -e, -es (이것(의), 후자(의)) (혹은 'dieses'의 축약형 'dies')

ersterer, -e, -es (전자)

letzterer, -e, -es (후자)
모두 굴절된다.
derjenige, diejenige, dasjenige (the one)
[def. art] + [jenig-] + 약형용사어미 형태로 굴절된다.
관계사절 안에서 명사를 더 잘 확인하고자 명사를 밝혀주는데 사용한다.
derselbe, dieselbe, dasselbe (the same)
[def. art] + [selb-] + 약형용사어미 형태로 굴절된다.
der gleiche ("the equal")보다 더 강하다. 그러나 derselbe / der gleiche 구분은 모든 독일어에 존재하는 것은 아니다.
derselbe는 기본적으로 접두사의 정관사부분(der)과 뒷부분으로 나뉘기에, 앞부분의 정관사에 따라 뒷부분에도 약변화어미가 붙는다.
|      | 남성      | 중성      | 여성      | 복수      |
| ---- | --------- | --------- | --------- | --------- |
| 주격 | derselbe  | dasselbe  | dieselbe  | dieselben |
| 대격 | denselben | dasselbe  | dieselbe  | dieselben |
| 여격 | demselben | demselben | derselben | denselben |
| 속격 | desselben | desselben | derselben | derselben |

dieser의 굴절형은 다음과 같다. dieser의 굴절형 어미는 정관사의 굴절형 어미와 같다. 단, 중성 주격과 대격은 diesas가 아니라 dieses이다. 그러나 정관사 중성 주격과 대격이 das라는 점을 고려하면, dieser의 중성 주격과 대격이 dieses역시 -s어미로 끝난다는 점에서 같다고 봐도 무방할 것이다.
|      | 남성   | 중성   | 여성   | 복수   |
| ---- | ------ | ------ | ------ | ------ |
| 주격 | dieser | dieses | diese  | diese  |
| 대격 | diesen | dieses | diese  | diese  |
| 여격 | diesem | diesem | dieser | diesen |
| 속격 | dieses | dieses | dieser | dieser |

jener(저, 그, 저의, 저쪽의, 그쪽의) 역시 정관사의 굴절형 어미와 같다.
|      | 남성  | 중성  | 여성  | 복수  |
| ---- | ----- | ----- | ----- | ----- |
| 주격 | jener | jenes | jene  | jene  |
| 대격 | jenen | jenes | jene  | jene  |
| 여격 | jenem | jenem | jener | jenen |
| 속격 | jenes | jenes | jener | jener |

### 기타 대명형용사
부정관사 ein 역시 정관사, 지시대명사와 유사하게 굴절하여, 정관사의 굴절형 어미와 대체로 같다. 단, 남성 단수 주격 정관사는 der인 반면, ein의 남성 단수 주격은 -er을 붙이지 않고 그대로 ein이다. 또한, 중성 단수 정관사의 주격과 대격은 das, das이지만, ein의 중성 단수형 주격과 대격 뒤에는 -s가 붙지 않고 그대로 ein, ein이다.
단, ein은 의미 자체가 '하나'이기 때문에 당연히 복수형은 없다. 또한 영어처럼 독일어에서도 부정관사 복수형은 없기에, ein의 복수형은 없다. 반면, 스페인어나 프랑스어에서는 부정관사 복수형이 있다. 이들 역시 영어의 a(n)나 독일어의 ein처럼 1개를 의미하는 숫자를 부정관사 단수형으로 사용하지만, '1'을 뜻하는 숫자의 복수형을 통해 부정관사 복수형을 만든다.
- (스페인어 부정관사) un(남 단), una(여 단) -  unos(남 복), unas(여 복)
- (프랑스어 부정관사) un(남 단), une(여 단) -  des(남여 복)

|      | 남성  | 중성  | 여성  | 복수 |
| ---- | ----- | ----- | ----- | ---- |
| 주격 | ein   | ein   | eine  | -    |
| 대격 | einen | ein   | eine  | -    |
| 여격 | einem | einem | einer | -    |
| 속격 | eines | eines | einer | -    |

'하나도 ~ 않다(any~ 혹은 no~)'의 부정형 한정사 kein은 ein과 어원이 같아 ein처럼 굴절한다. 다만 복수형도 존재한다.
|      | 남성   | 중성   | 여성   | 복수   |
| ---- | ------ | ------ | ------ | ------ |
| 주격 | kein   | kein   | keine  | keine  |
| 대격 | keinen | kein   | keine  | keine  |
| 여격 | keinem | keinem | keiner | keinen |
| 속격 | keines | keines | keiner | keiner |

대명사 속격도 엄밀히 말하면 형용사이며 명사를 수식하는 한정사이기에, 다른 형용사와 마찬가지로 굴절한다. 굴절형 어미는 ein의 그것과 같다. 즉 정관사 굴절형 어미에서 남성 주격, 중성 주격, 중성 대격만 원형이고 나머지 정관사 굴절형 어미와 같다.
- mein(나의)

|      | 남성   | 중성   | 여성   | 복수   |
| ---- | ------ | ------ | ------ | ------ |
| 주격 | mein   | mein   | meine  | meine  |
| 대격 | meinen | mein   | meine  | meine  |
| 여격 | meinem | meinem | meiner | meinen |
| 속격 | meines | meines | meiner | meiner |

- dein(너의)

|      | 남성   | 중성   | 여성   | 복수   |
| ---- | ------ | ------ | ------ | ------ |
| 주격 | dein   | dein   | deine  | deine  |
| 대격 | deinen | dein   | deine  | deine  |
| 여격 | deinem | deinem | deiner | deinen |
| 속격 | deines | deines | deiner | deiner |

- sein(그의)

|      | 남성   | 중성   | 여성   | 복수   |
| ---- | ------ | ------ | ------ | ------ |
| 주격 | sein   | sein   | seine  | seine  |
| 대격 | seinen | sein   | seine  | seine  |
| 여격 | seinem | seinem | seiner | seinen |
| 속격 | seines | seines | seiner | seiner |

- ihr(그녀의, 그들의, (i를 대문자로 쓰면) 귀하의)

|      | 남성  | 중성  | 여성  | 복수  |
| ---- | ----- | ----- | ----- | ----- |
| 주격 | ihr   | ihr   | ihre  | ihre  |
| 대격 | ihren | ihr   | ihre  | ihre  |
| 여격 | ihrem | ihrem | ihrer | ihren |
| 속격 | ihres | ihres | ihrer | ihrer |

- unser(우리의) : 일부는 원형과 축약형이 병존한다.

|      | 남성                  | 중성                  | 여성           | 복수           |
| ---- | --------------------- | --------------------- | -------------- | -------------- |
| 주격 | unser                 | unser                 | unsere/unsre   | unsere/unsre   |
| 대격 | unseren/unsern/unsren | unser                 | unsere/unsre   | unsere/unsre   |
| 여격 | unserem/unserm/unsrem | unserem/unserm/unsrem | unserer/unsrer | unserer/unsrer |
| 속격 | unseres/unsers/unsres | unseres/unsers/unsres | unserer/unsrer | unserer/unsrer |

- euer(당신들의) : 일부는 원형과 축약형이 병존한다.

|      | 남성               | 중성               | 여성         | 복수         |
| ---- | ------------------ | ------------------ | ------------ | ------------ |
| 주격 | euer               | euer               | euere/eure   | euere/eure   |
| 대격 | eueren/euren       | euer               | euere/eure   | euere/eure   |
| 여격 | euerem/euerm/eurem | euerem/euerm/eurem | euerer/eurer | eueren/euren |
| 속격 | eueres/euers/eures | eueres/euers/eures | euerer/eurer | euerer/eurer |

- ander(다른) : 일부는 원형과 축약형이 병존한다.

|      | 남성                  | 중성                  | 여성           | 복수                  |
| ---- | --------------------- | --------------------- | -------------- | --------------------- |
| 주격 | ander                 | ander                 | andere/andre   | andere/andre          |
| 대격 | anderen/andren/andern | ander                 | andrre/andre   | andere/andre          |
| 여격 | anderem/anderm/andrem | anderem/anderm/andrem | anderer/andrer | anderen/andern/andern |
| 속격 | anderes/andres        | anderes/andres        | anderer/andrer | anderer/andrer        |

기타 중립성 대명사도 있다.
| 격   | 어휘           |
| ---- | -------------- |
| 주격 | es             |
| 대격 | es             |
| 여격 | dessen(dessem) |
| 속격 | dessen         |

## 의문대명사
독일어에는 의문대명사가 있다. 대부분 영어와 같다.
- Wer (Who)
- Was (What)
- Welch (which)는 성과 격에 따라 굴절된다.[1]

## 같이 보기
- V1 어순
- 겸자구조
- 독일어
- 독일어 관사
- 독일어 대명사
- 독일어 동사
- 독일어 동사활용
- 독일어 명사
- 독일어 명사화
- 독일어 문법
- 독일어 문장 구조
- 독일어 문장 유형
- 독일어 발음
- 독일어 병렬 생략
- 독일어 부사구
- 독일어 불변화사 목록(1996년 정서법 개정안)
- 독일어 양태불변화사
- 독일어 접두사동사 및 불변화사동사
- 독일어 접속법
- 독일어 정서법
- 독일어 주어 내부 생략
- 독일어 태
- 독일어 형용사
- 독일어 환치사